# 丹徒区
丹徒区是中国江苏省镇江市的一个市辖区，从东、南和西三面围绕镇江市区。长江内的两个岛（世业洲和江心洲）和江北的高桥镇也属于丹徒区。丹徒区东邻镇江大港新区，西接句容市，南连丹阳市，北隔长江与扬州市相望，整个区域呈火炬状。區政府駐丹徒新城谷阳大道。
丹徒区从2013年开始，成为了镇江新的大学城（长山大学城）和汽车城（北京汽车集团华东生产基地）。丹徒目前的政治、文化、商业、经济发展的中心都在丹徒新城（行政上属于宜城街道，原来属于谷阳镇区域），新城现居住人口为6-8万人，伴随大学城和汽车城的实施，远期居住人口将会达到20万人。

## 历史
丹徒是一个历史非常悠久的地名，早在战国时代就已经有谷阳这个名称了。当时谷阳属于楚国。此前西周时这里称为宜，春秋时期时称为朱方。丹徒这个名字首次在秦朝时出现（前210年），此后一再改名，一直到唐朝丹徒这个名称才稳定下来。最后一次改名是在1928年，丹徒县改为镇江县。中华人民共和国成立后设丹徒县，从1958年到1962年曾一度并入镇江市。从1983年开始再次属镇江管辖，为丹徒县。2002年4月撤销丹徒县，设立丹徒区，隶属镇江市。

## 经济
北京汽车集团投资150亿元在丹徒区的上党镇的古洞村（沪宁高速和扬溧高速交叉处），建有其公司的华东生产基地，一期主要生产SUV、MPV等车型，年产能15万辆；二期生产中高端乘用车、新能源汽车等车型及汽车发动机等核心零部件。两期总产能规划超过30万辆。
丹徒辛丰镇是中国通用轴承的生产基地，有生产各种通用轴承企业上百家，被称为中国的“轴承之乡”。
丹徒谷阳镇庄泉村是中国笔刷的生产基地，产品出口欧美、日韩，被称为中国“制刷之乡”。
丹徒高桥镇是中国华东地区的裘皮生产基地。其生产的雪地靴在2008年以后通过互联网的渠道销往大中华地区以及欧美、日韩、澳洲，是全国最大的雪地靴生产和销售基地，占中国市场份额的50%以上，被称为中国的“雪地靴之乡”。
丹徒高资镇的石雕源于唐代，盛于明朝。粗石匠负责开采石料，也兼做一些如街沿石、驳岸石、踏步、台阶之类的普通产品；细石匠则从事石料做细及雕刻，诸如人物、动物、龙柱、花卉、书法等，讲究造型逼真，手法圆润细腻，纹式流畅洒脱，俗称“做细匠人”，是石匠中的“艺人”。

## 美食
丹徒的美食有：宝堰米酒、宝堰干拌面、宝堰甲鱼、高资跳面、高桥“江三鲜”（刀鱼、河豚鱼、螃蟹）、高桥腌制秧草、高桥蒿蒿茧、宝堰香干、宝堰羊糕和羊肉面、宝堰肉圆子、镇江酱菜、“浮玉牌”麻油、“恒顺牌”香醋、酱油、酱菜和料酒、黄酒、“北固山”牌镇江香醋。

## 地理
丹徒南部是丘陵地区，北部为长江三角洲的开始，是平原地区。
江边有圌山，位于原丹徒大港镇和大路镇交界处，最高点258米，山上建有“韶隆禅寺”，属于江天禅寺（金山寺）下属寺庙，金山寺历代主持去世后，都葬在“韶隆禅寺”的塔林中。另外山上还有报恩塔，圌山古炮台（在第一次鸦片战争中抗击英军在长江中炮舰）。现在属于镇江新区管辖， 
另有十里长山（建有中国米芾书法公园，4A级），该山位于丹徒区原谷阳镇（现在的丹徒新城）和原高资镇（现在的高资街道）交界处，最高峰为351米。山上现有中国米芾书法公园，山顶有座万福宫（相传三茅祖师的行宫）、山腰有龙王庙、马槽井（形似马槽而得名）。
丹徒境内建有几十座大小水库。现在这些水库除了浇灌农田，还被建成了旅游度假区，比较著名的有“谷阳湖”，“仙人湖”。
丹徒气候为亚热带季风气候，年均气温15.2℃，年均降水1108.2mm。

## 行政区划
丹徒区下辖2个街道、6个镇：高资街道、宜城街道、高桥镇、辛丰镇、谷阳镇、上党镇、宝堰镇、世业镇、江心洲生态农业园区和荣炳盐资源区。

## 人口
2020年末，根據第七次全国人口普查顯示：丹徒区常住人口34.74万人，户籍人口28.89万人。

## 交通
在谷阳镇与辛丰镇、镇江新区丁卯科技园交界处（三山镇内），建有沪宁城际丹徒站，可以方便丹徒区和丁卯地区以及镇江大港、扬中、丹阳沿江和河阳地区的居民，往来于南京、合肥、武汉（通过武汉站可以到达湖南、广州、南宁、贵阳）和上海、温州方向的出行。此外， 沪宁高速和 扬溧高速， 312国道， 346国道， 338省道分别贯穿全区。
连淮扬镇铁路的连淮扬镇铁路大桥跨越丹徒区的高桥镇和镇江新区的大路镇的五峰山，将连接镇江境内的沪宁城际，使得整个苏北地区完全接受上海和南京两大都市圈的辐射。该铁路在镇江新区内设立镇江东站，然后分别在沪宁城际镇江站对接南京方向，在丹徒站对接上海方向，称为整个沪宁城际的一条重要的支线。该项目已经在2013年底通过中国国家发改委的审核，2014年底开工建设，建设周期预计为5年。

## 旅游
著名的景点有：
中国镇江醋文化博物馆(国家4A级风景区,位于丹徒新城宜城街道广园路66号）。
十里长山的国家4A级风景区，中国米芾书法公园，十里长山农业生态文化园（包含“十里长山”农耕文化博览园）。
谷阳湖（谷阳镇内）：以七星岛为主题的谷阳湖水上公园以及围绕湖面而建的花神陆地公园、四大民俗风景区等，再现盛世江南大园林风格，开发面积约2500亩。
佛教寺院“大圣寺”（辛丰镇内）。
冷遹故居和殷氏六房（黄墟镇内）。
新四军四县抗敌总会纪念馆，原址为宝堰镇“怡和酒行”，宝堰镇古街。
槐荫村（谷阳镇内，是董永和七仙女传说故事的发生地，古村内有七仙女广场、七仙女与董永雕塑、傅家相门、槐荫庙、土地庙）。
龙恩国际度假山庄（辛丰镇龙山双目湖岸，龙山山麓之间，内有龙恩国际木屋村，白鹭岛生态休闲度假村，龙恩寺）。